# Тай Лі

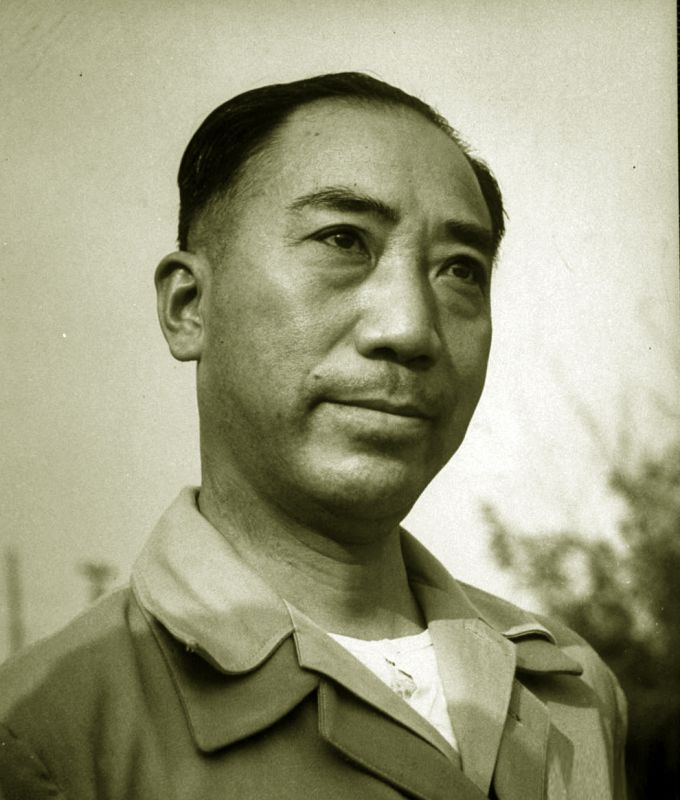
Тай Лі

Генерал-лейтенант Тай Лі (кит.: 戴笠; піньїнь: Dài Lì; Вейд-Джайлз: Tai4 Li4; 28 травня 1897 – 17 березня 1946) — китайський шпигун. Народжений як Тай Чунфен ( Tai Chun-feng ; 戴春風) в Баоань, Цзяншань, провінція Чжецзян, він навчався у Військовій академії Вампу, де Чан Кайші служив головним комендантом, а пізніше став головою військової розвідки Чана.

## У масовій культурі
- У мультсеріалі Nickelodeon «Аватар: Останній захисник» розвідувальна служба та таємна поліція столиці Королівства Землі, Ба Сінг Се, названа «Дай Лі» на його честь.